# 营销计划
营销计划是商业计划的一部分.

## 内容和介绍

### 当前形势-大环境
- 经济
- 法律
- 政府
- 技术

### 当前形势- 市场分析
- 市场定义
- 市场大小
- 市場細分

### 当前形势- 内部
- 公司资源
- 财政
- 时间
- 技能

### 营销战略-产品策略(Product)
- 新产品开发
- 产品组合策略(产品生命周期)
- 品牌、包装、产品特色
- 服务营销

### 营销战略-价格策略(Price)
- 定价策略，包含定价目标，定价方法
- 定价策略选择

### 营销战略-分销策略(Distribution)
- 分销渠道，包含中间商渠道，分销密度选择，供应链管理
- 零售
- 批发
- 物流

### 营销战略-促销策略(Promotion)
- 人员推销
- 广告
- 销售促进(亦称营业推广，促销)
- 公共关系

## 请参看
- 商业计划
- 工商模型
- 营销
- 营销战略
- 营销组合
- 市场机会分析